# Marta Linares García
Marta Linares García (Castelló de la Plana, 31 de gener de 1986) ha estat una gimnasta rítmica valenciana que va ser olímpica a Atenes 2004, on va aconseguir la 7a plaça i el diploma olímpic. Posseeix a més, diverses medalles en proves de la Copa del Món i altres competicions internacionals.
Després de començar a practicar ballet, es va iniciar en la gimnàstica rítmica amb 9 anys, ingressant posteriorment en el Club Tramuntana de Castelló de la Plana. A més, solia anar cedida al Club Atlético Montemar d'Alacant per disputar el Campionat d'Espanya de Conjunts.
En 1999 va formar part del conjunt espanyol júnior que va aconseguir l'or en el concurs general i la plata en la final de 5 cintes en el Torneig Internacional de Portimão, a més de la 5a plaça en el Torneig Internacional de Budapest, després de ser terceres en la classificació. En el Campionat d'Europa de Budapest va aconseguir amb el conjunt la 5a posició, després de quedar en el 4t lloc en la primera classificació. El conjunt júnior estava integrat llavors per Marta Linares, Belén Aguado, Aida Otero, Carolina Rodríguez, Patricia Rojano, Andrea Rubiño i Noemí Vives. Linares va ser aquell any també medalla de bronze en el concurs general de la categoria júnior amb el conjunt del Montemar en el Campionat d'Espanya de Conjunts de 1999 a Valladolid (un conjunt llavors integrat també per altres tres futures gimnastes de la selecció com Isabel Pagán, Jennifer Colino i Laura Devesa, a més de per Ana Marqueño), i en el 2000 va ser campiona d'Espanya en el concurs general de la primera categoria i medalla de plata en la final de 3 cèrcols i 2 cintes en el Campionat d'Espanya de Conjunts a Màlaga, també amb el Montemar.
Al febrer de 2004, en el Torneig Internacional de Madeira, el conjunt va obtenir 3 medalles de plata. En el Preolímpic d'Atenes, celebrat al març, va aconseguir la 6a plaça en el concurs general. A l'abril de 2004, el conjunt va disputar el Volga Magical International Tournament de Nizhni Nóvgorod, una prova de la Copa del Món de Gimnàstica Rítmica, on va aconseguir el 4t lloc en el concurs general, el 5é en 3 cèrcols i 2 pilotes i el 4t en 5 cintes. Al maig, en la prova de la Copa del Món disputada en Duisburg, va obtenir el 4t lloc tant en el concurs general com en les finals per aparells, així com en el concurs general de la prova celebrada en Varna al juliol. L'agost van tenir lloc els Jocs Olímpics d'Atenes, l'única participació olímpica de Marta. El conjunt espanyol va obtenir passar a la final després d'aconseguir la 8a plaça en la classificació. Finalment, el 28 d'agost va aconseguir la 7a posició en la final, per la qual cosa va obtenir el diploma olímpic. El conjunt per als Jocs estava integrat per Marta, Sonia Abellot, Bàrbara González, Isabel Pagán, Carolina Rodríguez i Nuria Velasco.
En 2006 una inflamació en el genoll esquerre va fer que abandonés la selecció i decidís posar fi a la seua carrera, no podent competir aquest any en cap campionat. Aquest mateix any va començar a estudiar INEF, a més de passar a entrenar a les júnior de la selecció espanyola. En 2008 va tornar a competir de forma puntual com a integrant del conjunt del Club Districte III d'Alcalà d'Henares, club el qual també entrenava, arribant a competir en el Campionat d'Espanya de Conjunts de 2008 a Saragossa, on va aconseguir el bronze en primera categoria. També va practicar durant un temps gimnàstica estètica al costat d'altres exgimnastas nacionals com Sonia Abellot, Nuria Artigues, Rebeca García, Sara Garvín, Bàrbara González, Lara González, Isabel Pagán i Bet Salom.
En l'actualitat és llicenciada en Ciències de l'Activitat Física i de l'Esport (INEF) i ha entrenat en diversos clubs, a més de treballar des de 2011 en Trainido (una empresa virtual d'entrenadors personals fundada entre d'altres pel exgimnasta Jesús Carballo Martínez) com a especialista en activitat física i Pilates per a embarassades.

## Premis, reconeixements i distincions
- Millor Esportista en la X Gal·la de l'Esport Provincial de Castelló (2006)[7]
- Distinció de la Generalitat Valenciana al Mèrit Esportiu (2023)[8]